# Bernard Donoughue
Bernard « Nursey » Donoughue, baron Donoughue, né le 8 septembre 1934, est un homme politique, universitaire, homme d'affaires et auteur britannique, membre du Parti travailliste,.

## Biographie

### Jeunesse et éducation
Selon son autobiographie, Donoughue est né dans la pauvreté. Il est le fils de Thomas Joseph Donoughue et Maud Violet Andrews. Il fait ses études à la Campbell Secondary Modern School et Northampton Grammar School. Il étudie à l'université d'Oxford, d'abord au Lincoln College où il obtient les honneurs de 1re classe en histoire moderne en 1957 puis au Nuffield College, où il obtient un D.Phil. sur la Révolution américaine. Il est ensuite « Charles et Julia Henry Fellow » à Harvard. Donoughue entame une carrière universitaire à la London School of Economics (conférencier, maître de conférences et lecteur[pas clair] : 1963-1974),.

### Début de carrière politique
Donoughue entre en politique pour être « associé aux gouvernements travaillistes qui défendaient les intérêts des travailleurs et des personnes défavorisées ». Il est membre de la rédaction de The Economist en 1959 et 1960 alors qu'il est un jeune militant travailliste soutenant Hugh Gaitskell. Il est chargé de recherche principal à l'Institut de planification politique et économique entre 1960 et 1963. Longtemps conférencier proche des jeunes, il est sollicité par le gouvernement Wilson pour rejoindre le nouveau Conseil des Sports, organe consultatif pour maîtriser les loisirs physiques amateurs. Vingt ans plus tard, il prononce son premier discours dans le projet de loi des Lords sur les évènements sportifs.
Wilson remarque les compétences en communication de Donoughue, démontrées dans sa carrière à la London School of Economics et dans son journalisme, lorsqu'il est nommé chef de l'unité de recherche sur les politiques en 1974 auprès du Premier ministre.
Il continue à diriger l'équipe sous le successeur de Wilson, James Callaghan, et il occupe le poste jusqu'à la défaite du Parti travailliste en 1979. Il est un admirateur et un ami proche de Callaghan, dont l'approche détendue de l'interaction politique « bière et sandwichs » contraste avec l'intensité de la sagesse vaniteuse des premiers ministres successifs qui exigeait des études approfondies.
Hors du gouvernement de 1979 à 1981, Donoughue est directeur du développement de l'Economist Intelligence Unit, et en 1982-83 est rédacteur en chef adjoint du Times jusqu'à son limogeage par un nouveau propriétaire de droite Rupert Murdoch.
Donoughue est au Times lors de la prise de contrôle de Rupert Murdoch et dans sa première année en tant que propriétaire, et il tient le magnat des médias responsable de ce qu'il appelle « une diminution des valeurs de notre société ». Les actions de Murdoch ont brisé l'ancienne emprise syndicale sur la presse écrite ; d'anciens journalistes comme Tony Benn étaient furieux, mais le parti travailliste est impuissant à résister aux changements. À l'époque, il vit à Hampstead Highgate où John McDonnell est le candidat du parti pour un siège remporté par les conservateurs lors des élections « écrasantes » de 1983.
Donoughue est également président de l'Orchestre symphonique de Londres de 1979 à 1991, mécène de 1989 à 1995 et associé depuis 2000. À cette époque, il est également l'une des sources à l'intérieur de Whitehall utilisées par les scénaristes de la série comique Yes Minister, l'autre étant la baronne Falkender.
Il est responsable de la recherche et de la politique d'investissement de Grieveson Grant and Co Stockbrokers de 1982 à 1986 et responsable de la recherche internationale et directeur de Kleinwort Grieveson Securities Ltd de 1986 à 1988, une filiale de la banque d'investissement. Par la suite, Donoughue est vice-président exécutif de LBI de 1988 à 1991, directeur de Towcester Racecourse Ltd de 1992 à 1997 et nommé membre honoraire de LSE. À partir de novembre 1995, peu de temps après que les eurosceptiques aient été battus par le gouvernement Major, Donoughue, toujours un pair fervent du Parti travailliste, est nommé au comité des Lords sur les Arts.
Donoughue aide à fonder la British Horse Industry Confederation en 1999, et est membre consultant jusqu'en 2003.
Il est professeur invité de gouvernement à la LSE de 2000 à 2011/2012.
Donoughue devient président du SPRC lors de sa création en 2003, et en 2016, il occupe toujours ce poste.

### Chambre des lords
Le 21 mai 1985, il est créé pair à vie sous le titre de baron Donoughue, d'Ashton dans le comté de Northampton.
Pair actif, il est porte-parole de l'opposition travailliste pour les questions d'énergie, de patrimoine et de trésorerie de 1991 à 1992. En 1997, Tony Blair le nomme ministre adjoint au ministère de l'Agriculture, de la Pêche et de l'Alimentation, poste qu'il occupe jusqu'en 1999. Donoughue lui-même admet lors de sa nomination qu'il ne connait rien à l'agriculture. Il rejoint ensuite la Countryside Alliance contre la politique du New Labour sur la chasse avec des chiens, l'épidémie de fièvre aphteuse et la politique du canapé du n° 10. Donoughue est un partisan de l'ère Wilson et Callaghan, au cours de laquelle il a commencé une carrière politique, qui, selon lui, étaient de vrais travaillistes, contrairement à Tony Blair.

### Vie privée
Donoughue est marié à Carol Ruth Goodman de 1959 jusqu'à leur divorce en 1989; ils ont deux fils et deux filles. Il épouse Sarah, Lady Berry, veuve d'Anthony Berry, en 2009.

## Prises de positions
Donoghue nie le changement climatique. Il est administrateur de la Global Warming Policy Foundation, un groupe de réflexion climatodénialiste, succédant à son fondateur Nigel Lawson en tant que président.
Lord Donoughue s'oppose à ce qu'il considère comme la « gauche dure » du Parti travailliste. Dans une interview en 2016, il souscrit à la conviction que Theresa May « avait du bon sens ». La première édition de son Westminster Diary est publiée en août 2016.